# 17844 Judson
17844 Judson este un asteroid din centura principală de asteroizi.

## Descriere
17844 Judson este un asteroid din centura principală de asteroizi. A fost descoperit pe 21 aprilie 1998 la Socorro, New Mexico, în cadrul proiectului LINEAR. Asteroidul prezintă o orbită caracterizată de o semiaxă mare de 2,88 ua, o excentricitate de 0,02 și o înclinație de 3,2° în raport cu ecliptica.